# QQ输入法
QQ输入法是2007年11月20日由腾讯发布的一款汉语拼音输入法及五笔输入法软件，运行在Windows及macOS系统上，2014年被搜狗收购。

## 分支

### QQ拼音
2011年清华大学的《汉字输入发展报告》称QQ拼音输入法的市场占有率为24.6%，名列第二，小于搜狗拼音输入法的83.6%，大于微软拼音输入法的20.8%。腾讯自称其：「输入速度快，占用资源小，轻松提高打字速度20%。」

### QQ云输入法
QQ云输入法是运用云计算技术实现在网页浏览器上实现中文输入的在线输入工具。此程序在连接到网络后打开网页浏览器即可使用，不需要在本地安装任何程序。
目前QQ云输入法已停止服务。

## 团队合并
腾讯在2013年9月16日宣布以4.48亿美金入股搜狗，成为搜狗第二大股东。QQ输入法团队与搜狗原有团队融合，组建新的搜狗团队。

## 业界纷争
2008年1月3日，搜狗拼音输入法官方博客发表日志，指责QQ拼音抄袭搜狗拼音的部分原创功能。腾讯也在之后表示并未看到相关博客，并对搜狗作出谴责。1月4日，搜狗拼音输入法官方博客已将相关文章删除。
2009年6月23日，搜狗以拼音输入法不正当竞争为由，向北京市第二中级人民法院提起诉讼，状告深圳市腾讯计算机系统有限公司、北京奥蓝德信息科技有限公司，要求赔偿以及道歉，索赔金额高达2051万余元以上，腾讯认为此行为为不当竞争，并提出反诉。
2009年6月24日，搜狗拼音输入法官方博客发表日志，指责QQ拼音抄袭搜狗拼音的部分原创功能。